# Sewstern
Sewstern är en by i civil parish Buckminster, i distriktet Melton, i grevskapet Leicestershire i England. Byn är belägen 14 km från Melton Mowbray. Sewstern var en civil parish 1866–1936 när blev den en del av Buckminster. Civil parish hade 241 invånare år 1931. Byn nämndes i Domedagsboken (Domesday Book) år 1086, och kallades då Sewesten.